# ポンテ・ルンゴ駅
ポンテ・ルンゴ駅(Ponte Lungo)はローマ地下鉄A線の駅の一つである。アッピア新街道とジェーラ、アドリア、アルベンガ、イヴレーアの各通りとの交差点にある。
徒歩で到達可能な200m程先にあるFR1線のトゥスコラーナ駅への乗換駅として使用できる。

## 施設
駅には以下の施設がある:
- 障害者を運ぶ要員
- エスカレーター

## 周辺
- ラティーナ街道 (Via Latina)
- カッファレッラ公園 (Parco della Caffarella)
- アッピア新街道 (Via Appia Nuova)
- トゥスコラーナ街道 (Via Tuscolana)
- ローマ・トゥスコラーナ駅 (Stazione di Roma Tuscolana)
- ルンゴ橋/ポンテ・ルンゴ (Ponte Lungo)
- アウグスト高校 (Liceo Augusto)